# Kanseitou
Kanseitou (管制塔) è un film del 2011 diretto da Takahiro Miki.
La pellicola trae spunto dalla canzone omonima del gruppo rock giapponese Galileo Galilei, ed è girata e ambientata nella città in cui questi sono cresciuti, Wakkanai, Hokkaidō.
Il film, che narra il tenero incontro tra due adolescenti, internazionalmente è noto anche come Control Tower, dal titolo orgiinale che significa appunto "torre di controllo". 

## Trama
In pieno inverno, in una fredda città portuale del nord del Giappone, nella classe dell'introverso quindicenne Kakeru, giunge una nuova studentessa, Mizuho Takimoto.
La ragazza sta molto sulle sue ma poi, fuori dalla classe, si mostra molto socievole unicamente con Kakeru, che per altro ne è stato subito attratto. Lei è incuriosita proprio dal fatto che lui parli pochissimo e sembri quasi respingere il contatto con gli altri.
Da subito i due si trovano bene insieme, e lei, con seri problemi economici familiari che l'hanno portata ad essere sballottata per tutto il Paese, prende a chiamarlo Snusmumriken, come un personaggio dei Mumin, mentre lei per lui sarà Mii.
La musica permette di approfondire la loro conoscenza. Lui trova una vecchia chitarra del padre e si fa prestare una tastiera così che con Mizuho, pianista che non ha più un pianoforte, dà vita ad una band. I due cominciano a vedersi tutti i pomeriggi a casa di Kakeru per provare, e una volta che lui ha imparato a suonare la chitarra si esibiscono anche in un bar cittadino.
Insieme si recano sotto la grande torre di controllo che sovrasta la città, un luogo simbolico dal quale lei è fortemente attratta. Lì gli promette che dovunque andrà, saprà come tornare se lui lascerà in quel posto un segno.
Dopo essersi iscritti ad un concorso in cui si devono presentare canzoni originali, Mizuho convince Kakeru che lui sarà in grado di comporre un pezzo.
Camminando felici per strada, i due ragazzi incrociano un uomo, visibilmente ubriaco, che viene malamente buttato fuori da un locale. È il papà di Mizuho, che lo raccoglie da terra e si avvia a casa. Dopo questo episodio lei non torna più a scuola e lui, ispirato dalla malinconia, compone un pezzo, Kanseitou, che però è costretto a cantare da solo. Quando si offre per portarle a casa dei compiti, lei sapendo di dover lasciare la città gli risponde in modo scontroso, gettando per terra anche la canzone che lui le aveva portato a vedere.
Saputo che lei ha lasciato ufficialmente la scuola, Kakeru corre a trovarla a casa per salutarla. Lì non trova più nessuno ma lei ha disegnato un fiore sul foglio con la canzone che lui aveva scritto e che lei, non solo non aveva buttato, ma dimostra di aver apprezzato.
Passa del tempo e Kakeru manda una dedica particolare su una canzone attraverso una trasmissione radiofonica. La canzone è Kanseitou e, in mezzo alla folla di una grande città una ragazza cammina con addosso gli auricolari. È Mizuho che, ascoltando la dedica e la canzone, sorride.